# Anton Fokin
Anton Viktorovich Fokin (Tashkent, 13 de novembro de 1982) é um ginasta uzbeque que compete em provas de ginástica artística.
Anton foi o único representante de seu país nos Jogos Olímpicos de Pequim, em 2008, China.

## Carreira
Iniciando sua carreira internacional em 2006, Anton participou do Campeonato Mundial de Aarhus, conquistando a oivata colocação nas barras paralelas. Ainda em 2006, disputou os Jogos Asiáticos de Doha, sendo novamente oitavo no aparelho, somando apenas 15.350 pontos. No ano posterior, no Campeonato Mundial de Stuttgart, o ginasta foi décimo sexto no concurso geral, e medalhista de bronze nas paralelas. Na etapa de Copa do Mundo, realizada na mesma cidade, foi bronze no cavalo com alças e prata nas barras paralelas.
Começando o ano de 2008, participou da etapa de Maribor da Copa do Mundo, terminando com a prata novamente nas paralelas. Em sua primeira aparição olímpica, os Jogos Olímpicos de Pequim, o ginasta foi o único representante masculino de seu país na ginástica. Classificando-se para a final do concurso geral, terminou em décimo sexto. Nas barras paralelas, conquistou a medalha de bronze. Abrindo o calendário competitivo, disputou a Vitaly Scherbo Cup, realizada em Minsk. Nela, foi medalhista de ouro na prova do individual geral e das barras paralelas.

## Principais resultados
| Ano  | Evento                                    | AA              | Equipe | Solo | Cavalo com alças  | Argolas | Salto sobre o cavalo | Barras paralelas  | Barra fixa |
| ---- | ----------------------------------------- | --------------- | ------ | ---- | ----------------- | ------- | -------------------- | ----------------- | ---------- |
| 2006 | Campeonato Mundial de Ginástica Artística |                 |        |      |                   |         |                      | 8º                |            |
| 2006 | Jogos Asiáticos                           |                 | 10º    |      |                   |         |                      | 8º                |            |
| 2007 | Campeonato Mundial de Ginástica Artística | 16º             |        |      |                   |         |                      | Medalha de bronze |            |
| 2007 | Copa do Mundo - Stuttgart                 |                 |        |      | Medalha de bronze |         |                      | Medalha de prata  |            |
| 2008 | Copa do Mundo - Maribor                   |                 |        |      |                   | 7º      |                      | Medalha de prata  |            |
| 2008 | Jogos Olímpicos                           | 16º             |        |      |                   |         |                      | Medalha de bronze |            |
| 2009 | Vitaly Scherbo Cup                        | Medalha de ouro |        |      |                   |         |                      | Medalha de ouro   |            |
| 2010 | Jogos Asiáticos                           | 21º             | 5º     |      | 7º                |         |                      | Medalha de prata  |            |
| 2011 | Campeonato Mundial de Ginástica Artística | 14º             |        |      |                   |         |                      |                   |            |